# Juan de Arellano
Juan de Arellano (* 1614 in Santorcaz/Pr.Madrid; † 13. Oktober 1676 in Madrid) war ein spanischer Stilllebenmaler des Barocks.

## Leben
De Arellano wurde am 3. August 1614 in Santorcaz, 50 km östlich von Madrid, getauft. Seine erste Ausbildung auf dem Gebiet der Malerei soll er bereits in jungen Jahren in Alcalá de Henares erhalten haben. 1636 wird er erstmals als Maler in Madrid genannt, wo er von da ab bis zu seinem Lebensende wirken sollte und es zu einigem Wohlstand brachte.

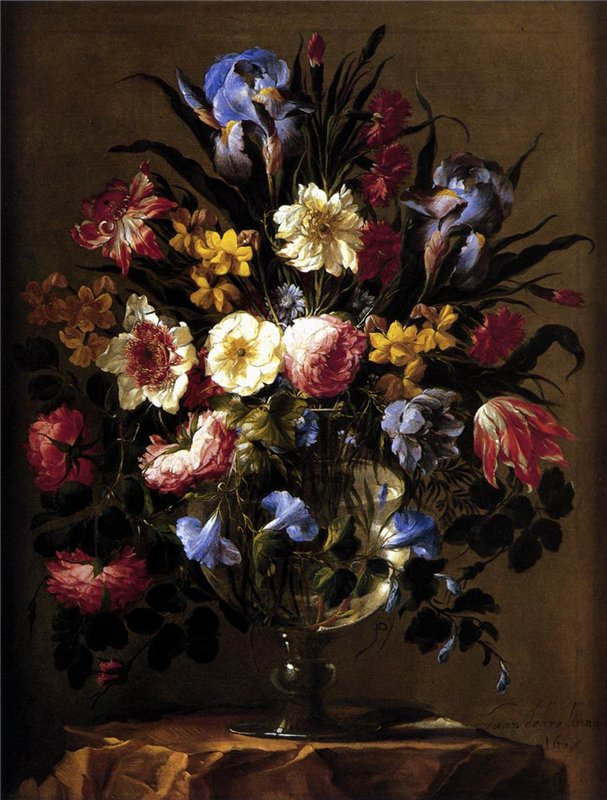
Blumen in Vase

Er spezialisierte sich nahezu ausschließlich auf das Malen von Blumenstillleben, um in wenig Zeit viel Geld zu verdienen, wobei er und die Mitarbeiter seiner Werkstatt die Gemälde teilweise in Serie anfertigten, um möglichst viele davon anbieten zu können. Arellano erhielt häufig Aufträge von Kirchen und Klöstern, aber auch Adel und Privatpersonen gehörten zu seinen Kunden, die ihm laufende Einnahmen sicherten.
Bei seinen Arbeiten, die ab 1646 bekannt werden, lassen sich hauptsächlich drei Gruppen von Blumenstillleben unterscheiden: Blumen in Vasen, Blumen in Körben sowie Girlanden, die sowohl Landschaften als auch allegorische oder religiöse Motive umschließen können. Diese wurden in der Regel von anderen Künstlern geschaffen, was durch Signaturen oder Inventare bestätigt wird. Von ihm sind nur zwei großformatige Bilder mit religiösen Motiven ohne Stilllebenkontext bekannt, was durchaus ungewöhnlich für einen spanischen Maler jener Zeit ist.
Wesentliche Anregungen für sein Schaffen hat er vermutlich durch die flämische Stilllebenmalerei empfangen, wobei Jan Brueghel d. Ä., der sog. Blumen-Brueghel besonders hervorzuheben wäre. Aber auch die Art der Malweise, wie sie der Jesuit Daniel Seghers praktizierte, übten Einfluss auf seine Arbeiten aus. Er kombiniert in seinen Bildern meist sehr geschickt Blumen wie Tulpen, Schneebälle, Anemonen, Rosen und Nelken zu Arrangements, in denen manchmal bis zu 50 Blumenarten vorkommen, wobei diese Kombinationen jedoch mehr auf dekorative Wirkung hin angelegt sind, als dass es sich um ein Abbild der Wirklichkeit handelt, wie es sich aus der natürlichen Blütezeit der einzelnen Pflanzen ergeben würde. In seiner Malerei setzte Arellano oft auf Rot- und Weißakzente, welche sparsam von Blau- und Gelbtönen ergänzt werden. Als grundlegend für das Gelingen seiner Werke können die Anweisungen des Malers Palomino gelten, der in einer Schrift praktische Hinweise für das Malen guter Blumenstillleben gab, und Ratschläge im Hinblick auf eine harmonische Farbgebung, aber auch was in der floralen Gestaltung und gesamten Komposition der einzelnen Blumen zu berücksichtigen sei, formulierte. 

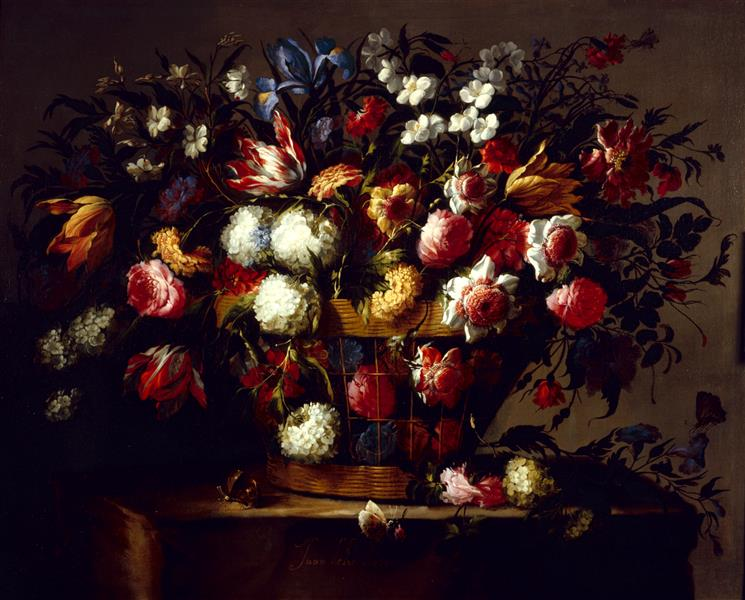
Juan de Arellano, Blumenstillleben, 85 × 105 cm, Öl auf Leinwand, um 1670/75, Gemäldegalerie Alte Meister

De Arellano holte sich außerdem wesentliche Anregungen aus dem Werk des seinerzeit in Madrid hoch geschätzten Malers Mario Nuzzi, bekannt als Mario dei Fiori, der mit Carlo Maratta in derselben Zeit florale Gemeinschaftswerke für den Palazzo Colonna in Rom anfertigte. 
Sehr oft stellte er seine Kreationen auf einen schlichten behauenen Steinsockel – insbesondere in den 1660er und 1670er Jahren – und vor einen neutralen, dunklen Hintergrund und legte die Schatten zur linken Seite hin an. Oftmals sind seine Bilder als Pendants angelegt, wobei es zwei verschiedene Versionen des Themas gibt, die sich aber gut zueinander gesellen (vgl. Prado, Madrid).
Im letzten Jahrzehnt seines Schaffens hellt sich der Bildhintergrund zunehmend auf. Unter den spanischen Stilllebenmalern des Barock gilt De Arellano als Meister seines Fachs. Bilder von ihm befinden sich heute unter anderem im Museo del Prado in Madrid und in der Gemäldegalerie Alte Meister in Dresden. Juan de Arellano war zweimal verheiratet und hatte vier Söhne, darunter Josè, die ebenfalls als Maler tätig waren.